# Uí Bairrche
Los Uí Bairrche fueron un grupo poblacional unido por vínculos de sangre que dominaban las tierras situadas al sur de la antigua provincia de Leinster (o Cóiced Laigen "el Quinto de los Laigin"). Estaban asociados, en el sur de Leinster con otras tribus como algunas ramas de los Fothairt. En el siglo VII, los Uí Chennselaig dominaban el sur de Leinster, y su expansión motivo la separación de las tierras de los Uí Bairrche en las cercanías de Carlow. Como resultado, una de las ramas de Uí Bairrche consiguió permanecer en el valle de Barrow valle, mientras que la otra fue desplazada al sur hacia las costas de Wexford.

## Historia
Siguiendo las genealogías medievales, los Uí Bairrche se decían descendientes de Dáire Barrach, un hijo de Cathair Mór, y por tanto, de origen Laigin. T. F. O'Rahilly, sin embargo, consideraba que habían pertenecido originalmente a los Érainn, siendo descendientes de un antepasado llamado Dáire (Dārios), y representantes históricos de los Brigantes, ubicados en el condado de Wexord, según la Geografía de Tolomeo.
Las genealogías para los Uí Baircche figura en el manuscrito Rawlinson B 502, fos. 121-2. Entre los monasterios de Leinster controlados por los Uí Bairrche estuvieron Célula Auxili, Slébte (Sletty), Glenn Uissen (ahora Killeshin), Banba Mór, Célula Mo Lappóc y Tech Mo Shacro.